# Бронница (Винницкая область)
Бро́нница (укр. Бронниця) — село в Могилёв-Подольском районе Винницкой области Украины.

## История
Население по переписи 2001 года составляло 1268 человек.

## Религия
В селе действует Свято-Успенский храм Могилёв-Подольского благочиния Могилёв-Подольской епархии Украинской православной церкви.

## Достопримечательности
- В селе расположена усадьба бывшего имения фельдмаршала П. Х. Витгенштейна, участника войны 1812 года, командующего 2-й русской армией.

## Адрес местного совета
24052, Винницкая область, р-н, с. Бронница, ул. 50-летия Октября